# Coscinodon bolivianus
Coscinodon bolivianus är en bladmossart som beskrevs av Brotherus in Herzog 1916. Coscinodon bolivianus ingår i släktet Coscinodon och familjen Grimmiaceae. Inga underarter finns listade i Catalogue of Life.